# موتور عشایر شیرزاد ۲
موتور عشایر شیرزاد ۲ یک منطقهٔ مسکونی در ایران است که در دهستان ارزوئیه واقع شده‌است. موتور عشایر شیرزاد ۲ ۴۹ نفر جمعیت دارد.